# Студенка (Пачелмський район)
Сту́денка (рос. Студенка) — село у складі Пачелмського району Пензенської області, Росія.
Населення — 132 особи (2010; 167 у 2002).
Національний склад станом на 2002 рік:
- росіяни — 98 %